# Уфтюга (приток Северной Двины)
У́фтюга — река в Красноборском районе Архангельской области России, правый приток Северной Двины. На карте 1823 года Уфтюга обозначена как Устюга.

## География

Бассейн Северной Двины

Длина 236 км, площадь водосборного бассейна — 6300 км². Питание смешанное, с преобладанием снегового. Среднегодовой расход воды — в 55 км от устья 37,5 м³/сек. Замерзает во 2-й половине октября — ноябре, вскрывается в конце апреля — 1-й половине мая. Сплав леса и судоходство активно развивались только в советское время. По данным на 1984 г. Уфтюга была судоходна от пристани Куликово. Наиболее крупные притоки — Мотьма, Сетра, Лахома.
С 2015 года часть бассейна верховьев Уфтюги входит в состав Уфтюго-Илешского заказника.

## Притоки
(км от устья)
- Рана
- Соколица
- 19 км: Лахома
- 19 км: Курома
- 28 км: Никольская
- 37 км: Топса
- 39 км: Шичуга
- 40 км: Голдан-Ергус
- 46 км: Починок
- Кочуж
- Шаньгин
- Михин
- Нивка
- 69 км: Лаврова
- 71 км: Ёнтала
- 76 км: Ипиш
- 80 км: Уфтюгская Горлова
- 86 км: Нерчуга
- Четчева
- 94 км: Шача
- Кваша
- 113 км: Падшева
- 115 км: Колодова
- 122 км: Сетра
- 128 км: Мотьма
- Нижний Толмач
- 139 км: Верхний Толмач
- 142 км: Пакша
- 149 км: Нижняя Лебедуха
- 150 км: Верхняя Лебедуха
- Муравиха
- 174 км: Важуга
- 187 км: Селюга
- 219 км: река без названия
- 229 км: река без названия

## Населённые пункты на Уфтюге
- Слободской
- Комарово
- Большая Иховалжа
- Малая Иховалжа
- Омутинская
- Куликово
- Великодворская
- Большое Петраково
- Малое Петраково
- Тимошинская
- Домановская
- Вторая Горка
- Ивановская
- Дресвище
- Исаково
- Бернятино
- Никоново
- Змигулево
- Шичуга
- Константиново
- Андрияново
- Топса
- Верхняя Уфтюга
- Ульяновская
- Подол
- Шестаковская
- Якшаково
- Новоандреевская
- Погореловская
- Ботнево
- Мичкинская
- Маланья
- Овинцево
- Задвинская
- Васино
- Высокий Двор
- Чаща
- Завасевская
- Березонаволок
- Губинская
- Кулига
- Плосская
- Микшино
- Терехино
- Борок
- Барановская
- Чакурья
- Вяткино
- Кикиморовская
- Относная
- Демидовская
- Выставка из Кузнецова
- Кузнецово
- Новинки